# Mount Steep
Mount Steep ist ein 978 m hoher Berg an der Scott-Küste des ostantarktischen Viktorialands. In den Denton Hills ragt er am Ostufer des Lake Buddha auf.
Das New Zealand Geographic Board benannte ihn 1994 nach dem steilen (englisch steep) Aufstieg über seine Westflanke.